# Honest John

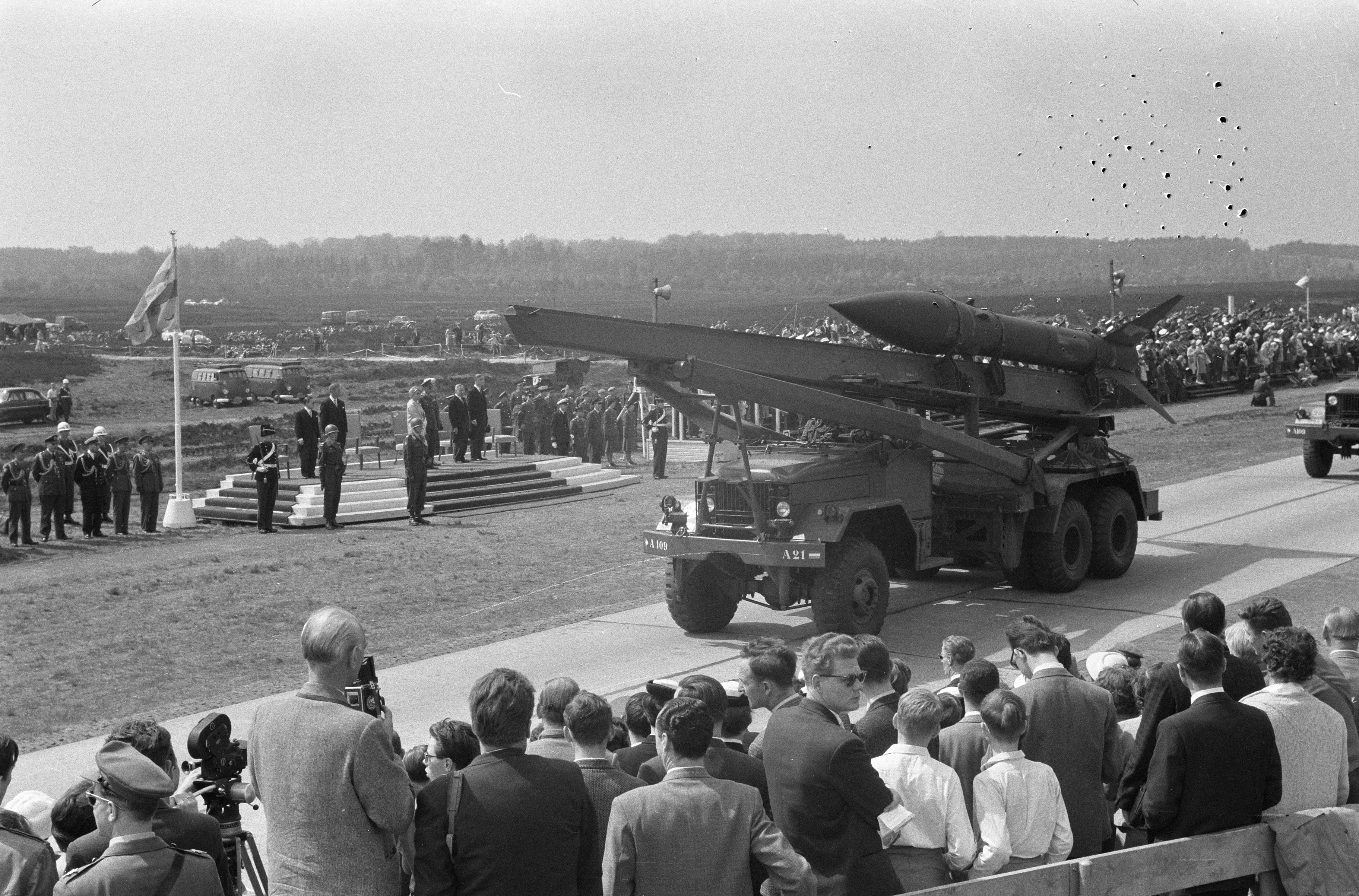
Honest John met lanceertruck tijdens een Nederlandse militaire parade bij Ede (5 mei 1960)

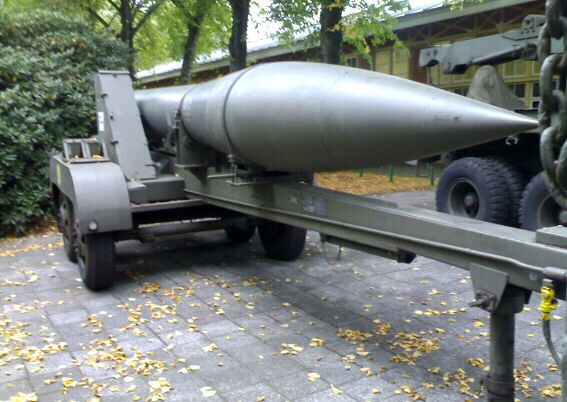
Raket Honest John op aanhanger M329A1, Legerplaats bij Oldebroek, 8 september 2007

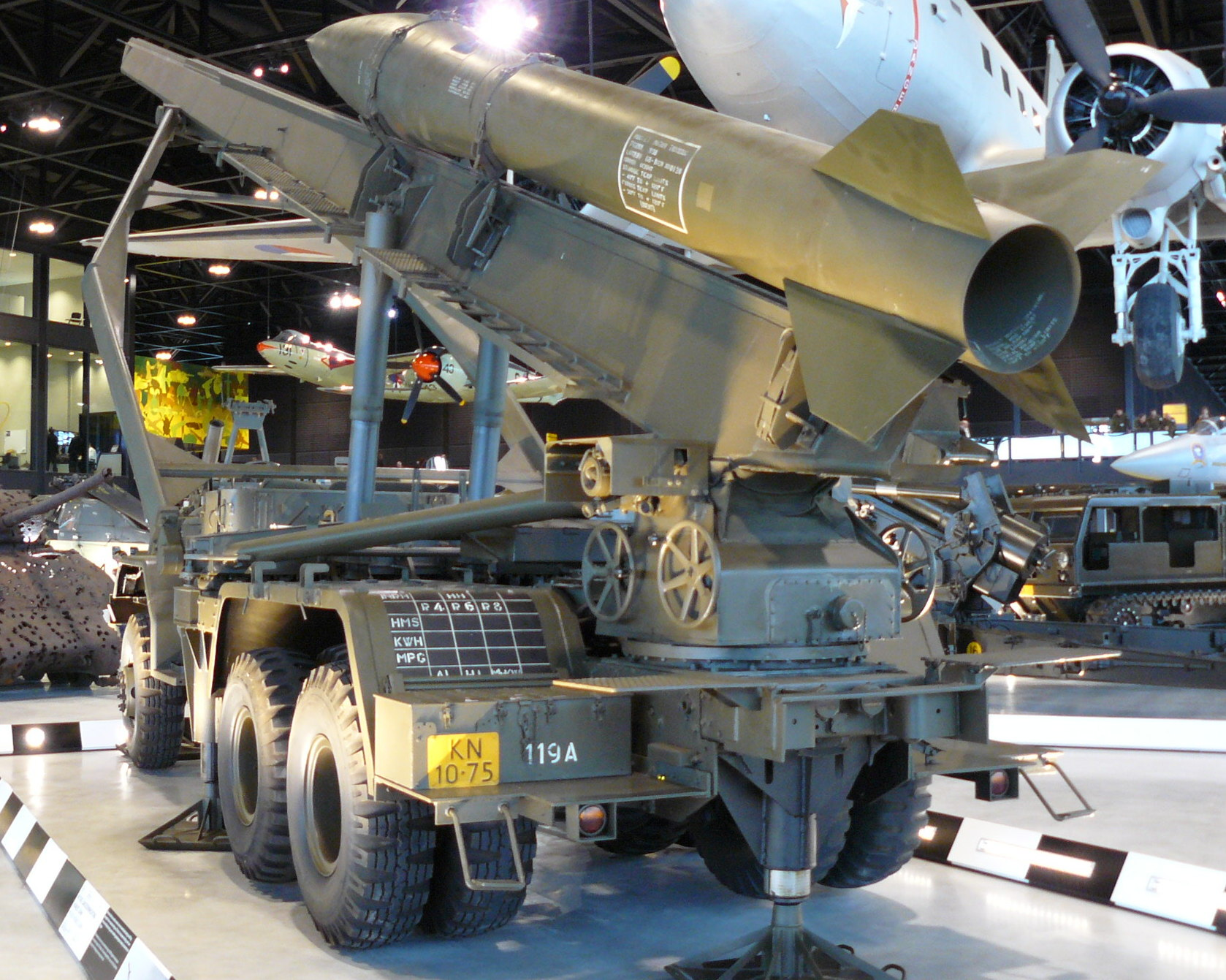
Honest John met lanceertruck in het Nationaal Militair Museum

De Honest John was de eerste nucleaire grond-grondraket waar het Amerikaanse leger over beschikte. De ongeveer acht meter lange niet-geleide raket werd voor het eerst in 1951 getest en vervolgens in 1953 aan het arsenaal van de Verenigde Staten toegevoegd. De Honest John is van 1959 tot en met 1978 ook in gebruik is geweest bij de Nederlandse Koninklijke Landmacht. De raket kon zowel van conventionele als nucleaire lading worden voorzien.

## Korte historie
De Honest John werd in het begin van de jaren 50 van de twintigste eeuw ontwikkeld door Douglas Aircraft Company in de Verenigde Staten. Na enkele jaren van ontwikkeling en proefnemingen, werd in 1953 de eerste versie in productie genomen, die de typeaanduiding M31 kreeg. In 1960 volgde een sterk verbeterde versie, die M50 werd gedoopt. In 1963 werden de typeaanduidingen vervangen door MGR-1A en MGR-1B.  
Er waren twee types:
- MGR-1A (voorheen M31) met een massa van 2720 kilogram en een bereik van 25 kilometer.
- MGR-1B (voorheen M50) met een massa van 2040 kilogram en een bereik van 48 kilometer.

De productie van de MGR-1 varianten stopte in 1965 na een productie van 7000 raketten. Het systeem werd vervangen door de MGM-52 Lance-raket in 1973, maar bleef in gebruik bij de NAVO tot 1985 en tot 1982 bij de US Army National Guard. Landen die de raket gebruikten zijn:
België, Canada, Denemarken (niet-nuclear), Duitsland, Frankrijk, Griekenland, Italië, Nederland, Taiwan (niet-nuclear), Turkije, Verenigd Koninkrijk en Zuid-Korea.

## De Honest John in Nederland
In de wapenwedloop tussen het Warschaupact en de NAVO gedurende de Koude Oorlog, kreeg Nederland eind jaren 50 van de twintigste eeuw kernwapentaken. De Koninklijke Landmacht gaf hieraan invulling door, gesteund door de Verenigde Staten, in 1959 de Honest John in te voeren, in 1960 gevolgd door nucleaire granaten bij de veldartillerie. Omdat de Honest John zowel qua mobiliteit, reikwijdte als toepassing vergelijkbaar was met conventionele veldartillerie, werd het bij de veldartillerie ingedeeld.
Als eerste werd op 1 mei 1959 de 109e Afdeling Veldartillerie opgericht in 't Harde en voorzien van de Honest John. Deze afdeling was ingedeeld bij de legerkorpsartillerie en bestond uit een staf-, verzorgings- en lanceerbatterij. De laatste bestond uit vier lanceerinrichtingen en een assemblage- en transportpeloton. De acht meter lange raket was in drie delen opgebouwd: een ladingkop, een middelstuk met voortdrijvende lading en een staartstuk. De raket werd door het assemblage- en transportpeloton in elkaar gezet en naar de lanceergroepen vervoerd. Na op de lanceerinrichting te zijn geplaatst werd deze in stelling gereden en de raket gelanceerd.
Een tweede afdeling, 119 Afdva, werd op 1 november 1960 opgericht met standplaats Steenwijkerwold. Verder werden bij de parate divisies twee gemengde afdelingen geformeerd. Deze gemengde afdelingen, 19 Afdva en 49 Afdva, bestonden uit een stafverzorgingsbatterij, een lanceerbatterij Honest John met twee lanceerinrichtingen en een vuurmondbatterij van vier 8-inch houwitser M115. De houwitsers konden ook nucleaire granaten afvuren en werden kort daarna vervangen door de gemechaniseerde houwitsers M110. In Ruinen werd voor de controle en onderhoud van de raketten een speciale Raketten en geleide Wapens Werkplaats gebouwd.
In 1960 arriveerden de eerste kernkoppen voor de Honest John. Het duurde tot 1962 voordat de eerste nucleaire Honest John operationeel was. Nederland beschikte over zowel de M31/MGR1-A als de M50/MGR1-B variant van de Honest John.
De nucleaire raketkoppen voor de Honest John lagen opgeslagen op de Amerikaanse militaire basis op de grens van Darp en Havelterberg, die werd bewaakt door Amerikaanse en Nederlandse militairen. De basis was herhaaldelijk doelwit van protesten van de vredesbeweging in Nederland. 
In de voortdurende nucleaire wapenwedloop raakte de Honest John steeds meer verouderd. In 1978 werd de Honest John dan ook vervangen door de Lance-raket.

## Honest John-lanceereenheid
Het complete Honest Johnsysteem, zoals dat bij de Koninklijke Landmacht werd gebruikt, bestond uit een Honest Johnraket op een lanceerinrichting M289, die was bevestigd op een International 6x6 5-tons vrachtwagen M139D. Daarnaast was er voor het transport van de raket een International 6x6 5-tons vrachtwagen M78A1 met aanhanger M329A. Tot slot beschikte een lanceereenheid over een International 6x6 5-tons takelwagen M62 om de raket op de lanceerinrichting te takelen. Al het materieel was van Amerikaanse makelij.

## Museumexemplaren
In België staat een Honest John met het voertuig International M62 in het Site Gunfire Brasschaat-Museum. 
In Nederland staat een exemplaar met lanceerinrichting in het Nationaal Militair Museum te Soesterberg.
Een tweede exemplaar is in rijdende staat en behoort tot de Historische Collectie Korps Veld Artillerie op de Legerplaats bij Oldebroek.